# León Fernando Villa
León Fernando Villa Arango (nacido el 12 de enero de 1960) es un ex defensor de fútbol  profesional colombiano que jugó en la Copa libertadores de 1989 con  Atlético Nacional y  la Copa Mundial de la FIFA de 1990 para la selección nacional de fútbol de Colombia.

## Trayecto
Nacido en Medellín, Villa jugó fútbol profesional en Independiente Medellín, Atlético Nacional y Deportes Quindío . Ganó la Copa Libertadores de 1989 con Nacional.
Después de retirarse como jugador, Villa se convirtió en entrenador de fútbol. Dirigió el Quindío en 1994.